# Алле, Луи-Жан Старший
Луи-Жан Алле (Старший) (фр. Louis-Jean Hallé; 1762—1833) — французский рисовальщик и гравёр. Член большой семьи потомственных художников из Руана (Нормандия). Потомок живописца Клода-Ги Алле (1652—1736).

## Биография
Луи-Жан гравировал в основном в технике офорта и резца по рисункам и картинам других художников. Получил известность благодаря изданиям гравюр французской экспедиции Виван-Денона в Египет. Луи-Жан также гравировал лучшие проекты Парижской академии архитектуры. Его сын Жан-Александр Алле Младший (1792—1850) также был известным художником-гравёром. Художниками были и его потомки.